# Società Sportiva Lanerossi Vicenza 1975-1976
Questa voce raccoglie le informazioni riguardanti la Società Sportiva Lanerossi Vicenza nelle competizioni ufficiali della stagione 1975-1976.

## Stagione
In questa stagione cadetta il L.R. Vicenza riparte con i favori dei pronostici, ma la squadra è stata rivoltata come un calzino, solo sei i riconfermati e deve trovare un amalgama, così i biancorossi di Manlio Scopigno navigano a metà classifica, poi a gennaio incappano in sei partite senza vittorie che li dirottano nei bassifondi della graduatoria e l'allenatore ne fa le spese, sostituito dal suo vice Cinesinho, il calvario però procede fino al termine della stagione. I biancorossi stringono i denti e raggiungono una sofferta salvezza, decisivo nel finale del campionato risulta il trentasettenne Angelo Sormani, autore di due goal pesanti, dal suo piede partono la punizione che piega il Modena, ed il calcio di rigore dell'(1-1) con la Spal al Menti che porta alla salvezza matematica, alla sua terza e ultima stagione vicentina, il vecchio campione brasiliano ha trovato un tramonto dorato sotto i monti Berici.
I verdetti di questa stagione promuovono in Serie A il Genoa, il Catanzaro ed il Foggia con 45 punti, retrocedono in Serie C il Piacenza con 32 punti, il Brindisi con 27 punti e la Reggiana con 24 punti. Il L.R. Vicenza con 35 punti ottiene la sedicesima piazza.
In Coppa Italia la compagine biancorossa viene inserita nel 6º gruppo di qualificazione che si gioca a settembre,  girone che viene vinto dalla Sampdoria davanti alla Roma, i vicentini portano a casa due pari e due sconfitte. Per il L.R. Vicenza si è trattato di una stagione non memorabile, dopo un ventennio vissuto sulla ribalta principale del calcio italiano.

## Rosa
| N. |                   | Ruolo | Calciatore             |
| -- | ----------------- | ----- | ---------------------- |
|    | Italia (bandiera) | C     | Roberto Antonelli      |
|    | Italia (bandiera) | C     | Giorgio Bernardis      |
|    | Italia (bandiera) | D     | Gianni Bottaro         |
|    | Italia (bandiera) | A     | Massimo Briaschi       |
|    | Italia (bandiera) | D     | Vito Callioni          |
|    | Italia (bandiera) | D     | Franco Cisco           |
|    | Italia (bandiera) | C     | Stefano D'Aversa       |
|    | Italia (bandiera) | C     | Agostino Di Bartolomei |
|    | Italia (bandiera) | D     | Dario Dolci            |
|    | Italia (bandiera) | C     | Renato Faloppa         |
|    | Italia (bandiera) | D     | Ugo Ferrante           |
|    | Italia (bandiera) | C     | Roberto Filippi        |

| N. |                   | Ruolo | Calciatore               |
| -- | ----------------- | ----- | ------------------------ |
|    | Italia (bandiera) | P     | Ernesto Galli            |
|    | Italia (bandiera) | A     | Gian Paolo Galuppi       |
|    | Italia (bandiera) | D     | Giuseppe Longoni         |
|    | Italia (bandiera) | D     | Luciano Marangon (I)     |
|    | Italia (bandiera) | D     | Mario Perego             |
|    | Italia (bandiera) | D     | Valeriano Prestanti      |
|    | Italia (bandiera) | C     | Maurizio Restelli        |
|    | Italia (bandiera) | A     | Angelo Benedicto Sormani |
|    | Italia (bandiera) | C     | Pietro Stivanello        |
|    | Italia (bandiera) | P     | Michelangelo Sulfaro     |
|    | Italia (bandiera) | A     | Alessandro Vitali        |

## Risultati

### Serie B

#### Girone di andata
| Arbitro: | Bergamo (Livorno) |

|                                |           |              |
| Franzoni 59’ Gritti 81’ (rig.) | Marcatori | 53’ D'Aversa |

| Arbitro: | Lenardon (Siena) |

|              |           |                     |
| D'Aversa 37’ | Marcatori | 80’ (rig.) Mongardi |

| Novara 12 ottobre 1975 3ª giornata | Novara            | 0 – 0 | Lanerossi Vicenza | Stadio Comunale\| Arbitro: \| Barboni (Firenze) \| |
| Arbitro:                           | Barboni (Firenze) |       |                   |                                                    |

| Arbitro: | Schena (Foggia) |

|               |           |  |
| A. Vitali 68’ | Marcatori |  |

| Arbitro: | Lops (Torino) |

|                 |           |                    |
| Francesconi 60’ | Marcatori | 7’ (aut.) Parlanti |

| Arbitro: | Levrero (Genova) |

|              |           |  |
| P. Piras 40’ | Marcatori |  |

| Arbitro: | Gonella (Torino) |

|                           |           |  |
| Restelli 18’ D'Aversa 48’ | Marcatori |  |

| Arbitro: | Lapi (Firenze) |

|                     |           |  |
| F. Chimenti 8’, 19’ | Marcatori |  |

| Arbitro: | Panzino (Catanzaro) |

|                                   |           |                                  |
| Di Bartolomei 3’ Galuppi 47’, 56’ | Marcatori | 32’ Campidonico 37’ (rig.) Bonci |

| Arbitro: | Benedetti (Roma) |

|                                      |           |                   |
| Rufo 34’ Ulivieri 62’ Barlassina 75’ | Marcatori | 83’ Di Bartolomei |

| Arbitro: | Mascia (Milano) |

|                          |           |  |
| Restelli 62’ Filippi 87’ | Marcatori |  |

| Arbitro: | Pieri (Genova) |

|            |           |  |
| Bonafè 22’ | Marcatori |  |

| Arbitro: | Frasso (Capua) |

|              |           |            |
| D'Aversa 37’ | Marcatori | 31’ Ciceri |

| Arbitro: | Lazzaroni (Milano) |

|                |           |             |
| M. Palanca 29’ | Marcatori | 65’ Sormani |

| Arbitro: | Barboni (Firenze) |

|  |           |                            |
|  | Marcatori | 6’ Dalle Vedove 78’ Muraro |

| Arbitro: | Mascali (Desenzano del Garda) |

|                                   |           |            |
| Aldo Gravante 23’ Matricciani 51’ | Marcatori | 50’ Vitali |

| Arbitro: | Mascia (Milano) |

|             |           |             |
| Faloppa 51’ | Marcatori | 29’ Delneri |

| Arbitro: | Falasca (Chieti) |

|             |           |             |
| Aristei 79’ | Marcatori | 52’ Faloppa |

| Vicenza 8 febbraio 1976 19ª giornata | Lanerossi Vicenza | 0 – 0 | Taranto | Stadio Romeo Menti\| Arbitro: \| Foschi (Forlì) \| |
| Arbitro:                             | Foschi (Forlì)    |       |         |                                                    |

#### Girone di ritorno
| Arbitro: | Longhi (Roma) |

|                                                                 |           |                     |
| Bernardis 55’ Di Bartolimei 62’ Antonelli 67’ Vitali 81’ (rig.) | Marcatori | 65’ S. Trevisanello |

| Arbitro: | Schena (Foggia) |

|              |           |  |
| A. Scala 65’ | Marcatori |  |

| Arbitro: | Lapi (Firenze) |

|                                             |           |  |
| Bernardis 29’ Galuppi 45’ Vitali 64’ (rig.) | Marcatori |  |

| Arbitro: | Pieri (Genova) |

|             |           |  |
| Tedoldi 75’ | Marcatori |  |

| Arbitro: | Gialluisi (Barletta) |

|                  |           |  |
| Galuppi 20’, 81’ | Marcatori |  |

| Vicenza 21 marzo 1976 25ª giornata | Lanerossi Vicenza | 0 – 0 | Palermo | Stadio Romeo Menti\| Arbitro: \| Prati (Parma) \| |
| Arbitro:                           | Prati (Parma)     |       |         |                                                   |

| Terni 28 marzo 1976 26ª giornata | Ternana          | 0 – 0 | Lanerossi Vicenza | Stadio Libero Liberati\| Arbitro: \| Falasca (Chieti) \| |
| Arbitro:                         | Falasca (Chieti) |       |                   |                                                          |

| Arbitro: | Vitali (Bologna) |

|                   |           |              |
| Vitali 22’ (rig.) | Marcatori | 11’ Simonato |

| Arbitro: | Vannucchi (Bologna) |

|                         |           |                         |
| Rizzo 42’ Chiappara 56’ | Marcatori | 17’ Faloppa 55’ Galuppi |

| Arbitro: | Esposito (Torre Annunziata) |

|               |           |              |
| Bernardis 16’ | Marcatori | 90’ Ulivieri |

| Arbitro: | Pieri (Genova) |

|           |           |  |
| Mutti 85’ | Marcatori |  |

| Vicenza 2 maggio 1976 31ª giornata | Lanerossi Vicenza | 0 – 0 | Piacenza | Stadio Romeo Menti\| Arbitro: \| Longhi (Roma) \| |
| Arbitro:                           | Longhi (Roma)     |       |          |                                                   |

| Catania 9 maggio 1976 32ª giornata | Catania            | 0 – 0 | Lanerossi Vicenza | Stadio Cibali\| Arbitro: \| R. Lattanzi (Roma) \| |
| Arbitro:                           | R. Lattanzi (Roma) |       |                   |                                                   |

| Arbitro: | Reggiani (Bologna) |

|                                      |           |             |
| Di Bartolimei 14’ Ranieri 74’ (aut.) | Marcatori | 40’ Improta |

| Arbitro: | Frasso (Capua) |

|                 |           |            |
| De Lorentis 52’ | Marcatori | 83’ Perego |

| Arbitro: | Panzino (Catanzaro) |

|             |           |  |
| Sormani 68’ | Marcatori |  |

| Arbitro: | Benedetti (Roma) |

|            |           |  |
| Bordon 35’ | Marcatori |  |

| Arbitro: | Gonella (Torino) |

|                    |           |              |
| Sormani 43’ (rig.) | Marcatori | 86’ Cascella |

| Arbitro: | Ponzano (Alessandria) |

|                          |           |            |
| Turini 50’ Jacomuzzi 59’ | Marcatori | 9’ Faloppa |

### Coppa Italia

#### Girone 6
| 27 agosto 1975 1ª giornata |  | – Turno di riposo L.R. VICENZA |  |  |

| Arbitro: | Governa (Alessandria) |

|                                      |           |                                     |
| Di Bartolomei 49’ (rig.) Longoni 88’ | Marcatori | 68’ Gambin 76’ Gottardo 87’ Asnicar |

| Arbitro: | Bitocchi (Tivoli) |

|             |           |           |
| Repetto 16’ | Marcatori | 45’ Berti |

| Arbitro: | Ciacci (Firenze) |

|                                          |           |             |
| Magistrelli 32’ (rig.), 66’ Saltutti 81’ | Marcatori | 2’ D'Aversa |

| Vicenza 21 settembre 1975 5ª giornata | Lanerossi Vicenza | 0 – 0 | Roma | Stadio Romeo Menti\| Arbitro: \| Gussoni (Tradate) \| |
| Arbitro:                              | Gussoni (Tradate) |       |      |                                                       |

Classifica: Sampdoria punti 8, Roma punti 5, Piacenza punti 3, L.R. Vicenza punti 2, Pescara punti 2.

## Statistiche

### Statistiche di squadra
| Competizione | Punti | In casa | In casa | In casa | In casa | In casa | In casa | In trasferta | In trasferta | In trasferta | In trasferta | In trasferta | In trasferta | Totale | Totale | Totale | Totale | Totale | Totale | DR |
| Competizione | Punti | G       | V       | N       | P       | Gf      | Gs      | G            | V            | N            | P            | Gf           | Gs           | G      | V      | N      | P      | Gf     | Gs     | DR |
| ------------ | ----- | ------- | ------- | ------- | ------- | ------- | ------- | ------------ | ------------ | ------------ | ------------ | ------------ | ------------ | ------ | ------ | ------ | ------ | ------ | ------ | -- |
| Serie B      | 35    | 19      | 9       | 9       | 1       | 26      | 12      | 19           | 0            | 8            | 11           | 10           | 23           | 38     | 9      | 17     | 12     | 36     | 35     | +1 |
| Coppa Italia | 2     | 2       | 0       | 1       | 1       | 2       | 3       | 2            | 0            | 1.           | 1            | 2            | 4            | 4      | 0      | 2      | 2      | 4      | 7      | -3 |
| Totale       |       | 21      | 9       | 10      | 2       | 28      | 15      | 21           | 0            | 9            | 12           | 12           | 27           | 42     | 9      | 19     | 14     | 40     | 42     | -2 |

### Statistiche dei giocatori
| Giocatore        | Serie B  | Serie B | Serie B     | Serie B    | Coppa Italia | Coppa Italia | Coppa Italia | Coppa Italia | Totale   | Totale | Totale      | Totale     |
| Giocatore        | Presenze | Reti    | Ammonizioni | Espulsioni | Presenze     | Reti         | Ammonizioni  | Espulsioni   | Presenze | Reti   | Ammonizioni | Espulsioni |
| ---------------- | -------- | ------- | ----------- | ---------- | ------------ | ------------ | ------------ | ------------ | -------- | ------ | ----------- | ---------- |
| R. Antonelli     | 16       | 1       | ?           | ?          | ?            | ?            | ?            | ?            | 16+      | 1+     | ?           | ?          |
| G. Bernardis     | 33       | 3       | ?           | ?          | ?            | ?            | ?            | ?            | 33+      | 3+     | ?           | ?          |
| G. Bottaro       | 6        | 0       | ?           | ?          | ?            | ?            | ?            | ?            | 6+       | 0+     | ?           | ?          |
| M. Briaschi      | 2        | 0       | ?           | ?          | ?            | ?            | ?            | ?            | 2+       | 0+     | ?           | ?          |
| V. Callioni      | 13       | 0       | ?           | ?          | ?            | ?            | ?            | ?            | 13+      | 0+     | ?           | ?          |
| F. Cisco         | 1        | 0       | ?           | ?          | ?            | ?            | ?            | ?            | 1+       | 0+     | ?           | ?          |
| S. D'Aversa      | 24       | 4       | ?           | ?          | ?            | ?            | ?            | ?            | 24+      | 4+     | ?           | ?          |
| A. Di Bartolomei | 33       | 4       | ?           | ?          | ?            | ?            | ?            | ?            | 33+      | 4+     | ?           | ?          |
| D. Dolci         | 30       | 0       | ?           | ?          | ?            | ?            | ?            | ?            | 30+      | 0+     | ?           | ?          |
| R. Faloppa       | 25       | 4       | ?           | ?          | ?            | ?            | ?            | ?            | 25+      | 4+     | ?           | ?          |
| U. Ferrante      | 8        | 0       | ?           | ?          | ?            | ?            | ?            | ?            | 8+       | 0+     | ?           | ?          |
| R. Filippi       | 31       | 1       | ?           | ?          | ?            | ?            | ?            | ?            | 31+      | 1+     | ?           | ?          |
| E. Galli         | 35       | -30     | ?           | ?          | ?            | ?            | ?            | ?            | 35+      | -30+   | ?           | ?          |
| G. Galuppi       | 25       | 6       | ?           | ?          | ?            | ?            | ?            | ?            | 25+      | 6+     | ?           | ?          |
| G. Longoni       | 3        | 0       | ?           | ?          | ?            | ?            | ?            | ?            | 3+       | 0+     | ?           | ?          |
| L. Marangon      | 29       | 0       | ?           | ?          | ?            | ?            | ?            | ?            | 29+      | 0+     | ?           | ?          |
| M. Perego        | 19       | 1       | ?           | ?          | ?            | ?            | ?            | ?            | 19+      | 1+     | ?           | ?          |
| V. Prestanti     | 37       | 0       | ?           | ?          | ?            | ?            | ?            | ?            | 37+      | 0+     | ?           | ?          |
| M. Restelli      | 32       | 2       | ?           | ?          | ?            | ?            | ?            | ?            | 32+      | 2+     | ?           | ?          |
| A. Sormani       | 11       | 3       | ?           | ?          | ?            | ?            | ?            | ?            | 11+      | 3+     | ?           | ?          |
| P. Stivanello    | 2        | 0       | ?           | ?          | ?            | ?            | ?            | ?            | 2+       | 0+     | ?           | ?          |
| M. Sulfaro       | 4        | -5      | ?           | ?          | ?            | ?            | ?            | ?            | 4+       | -5+    | ?           | ?          |
| A. Vitali        | 31       | 5       | ?           | ?          | ?            | ?            | ?            | ?            | 31+      | 5+     | ?           | ?          |